# Стаханов, Андрей Дмитриевич
Андрей Дмитриевич Стаханов (1 мая 1975 — ?) — российский футболист, нападающий.
Воспитанник СДЮСШОР «Чертаново». В первенстве России играл за клубы второй (1992) и третьей (1995—1997) лиг. В 1992 году сыграл два матча за дубль московского «Торпедо» и один — за дубль московского «Асмарала». В 1994 году выступал за «Чертаново-2» в первенстве КФК, в 1995 — за «Чертаново», в 1996—1997 — за «Титан» Реутов.
В 1998 году из-за проблем с законом уехал на Фареры, где вместе с Сергеем Крекшиным выступал за клуб «Б-68» Тофтир. Вернувшись в Россию, отсидел несколько месяцев в тюрьме, заболел туберкулёзом, больше в футбол не играл.
Согласно интервью фарерского журналиста русского происхождения Ивана Эйинссона-Эстурланда от 2014 года, Стаханов несколько лет тому назад погиб в автокатастрофе на Ленинском проспекте.